# إلبيرا ليندو
تعد إلبيرا ليندو خاريدوا (قادش،23 من يناير 1962) كاتبة وصحفية أسبانية. وقد تناول نشاطها الصحافة، الرواية، النص التلفزيونى والافلام السنمائية. تقيم في نيويورك من شهر سبتمبر إلى يونيو وفي مدريد باقى العام.

## السيرة الذاتية
عند تمام الثانية عشر انتقلت للعيش في مدريد، حيث بعد المدرسة، درست الصحافة التي تتناوب مع عملها كمذيعة للإذاعة الأسبانية الوطنية، وفي النهاية قد هجرت المهنة لكى تتفرغ لعملها في الإذاعة والتليفزيون كمذيعة، ممثلة وكاتبة سيناريوا. وتعد أول رواية لها من النوع الطفولى بنيت حول إحدى الشخصيات الإذاعية التي لعبت دور على الراديو، الطفل المدريدى (مانوليتوا جافاتوس) عام 1994 , التي أصبحت شعبية جدا وتعد كلاسكية لادب الأطفال الاسبانى. متجسدة في سلسلة من الروايات آحادية البطل مع نمط أدبى صلب، فكاهى ونقد اجتماعى حاد. بالإضافة إلى كتب مانوليتو جافاتوس، نشرت إلبيرا ليندو ستة كتب لشخصية أخرى آلا وهي (أوليبيا) طفلة مطيعة جدا، تقوم بالمغامرات وهي تستهدف جمهارا من الأطفال الصغار. ومن منطلق عمودها المتواضع في مجلة البايس رسمت صورة كاريكاترية لحياتها الفكرية اللبرالية وأنباء التي نشرتها في في وقت لاحق على هيئة كتاب (تينتو دى فيرانو - العالم منديل - تينتو دى فيرانو ll - صيف اخر معك).
كتبت أيضا الكاتبة روايات للبالغين ومسرح وسيناريوا للافلام مثل (أول ليلة في حياتى) مع المخرج ميجيل البلاديخو، (مانوليتوا جافاتوس والهجوم اللفظي) مرة أخرى مع المخرج اليكانتي (القمر كامل) المقتبس من رواية من قبل زوجها، الكاتب الأكاديمي أنطونيو مونيوز مولينا. منذ تم تعين زوجها مدير معهد ثربانتس في نيويورك، وإلبيرا ليندو تقيم في هذه المدينة. تواصل العمل باجتهاد في ال بايس مع الرأى وفي مختلف المجلات والصحف. في عام 1998 فازت بالجائزة الوطنية لأدب الأطفال من اجل رواية (مانوليتو جافاتوس). في سبتمبر 2010نشرت رواية (ماتركت للعيش). بين عامي 2010 و2012 انضمت إلى فريق الشؤون الخاصة، برنامج اذاعى يومى من إخراج تونى غارريدو. كل يوم أربعاء وتكون البنية (اختار مغامرتك الخاصة). معلقا اخبار غريبة وتأثير منخفض ولكن ذات أهمية كبيرة.

### السرد الطفولي
- سلسلة موناليتو جافاتوس 1994و 1995و 1996 و1997 الخ
- سلسلة اوليبيا

### السرد للبالغين
- منطقة أخرى (1998 Ollero وراموس، الفاجوارا، Seix بارال)
- شيء فاة غير متوقعة (2002، الفاجوارا)
- كلمة واحدة (2005، Seix بارال)، بريمو الببليوتيكا بريف
- لقد تركت للعيش (2010، Seix بارال)
- الأماكن التي لا ترغب في مشاركتها مع أي شخص (2011، Seix بارال)، رواية السيرة الذاتية التجريبية حول نيويورك

### مسرحيات
- قانون الغابة (1996)

### مخطوطات
- بلدي الليلة الأولى (1998)
- موناليتو ذات الأربعة عيون (1998)
- هجوم اللفظي (2000)
- القمر الكامل (2000)
- السماء المفتوحة (2000)
- كلمة واحدة (2008)
- لقد تركت للعيش (2010)
- حياة غير متوقعة (2014)

### مجموعة من المقالات
- يجري رفيق في: كونها امرأة لورا Freixas (2000)
- تينتو دي فيرانو (2001، أغيلار)، ومجموعة من المقالات التي نشرت في أغسطس 2001 في صحيفة الباييس
- تينتو دي فيرانو 2. العالم صغير (2002، أغيلار)، مجموعة من المقالات التي نشرت في أغسطس 2002 في صحيفة الباييس
- تينتو دي فيرانو 3. الصيف آخر لك (2003، أغيلار)، ومجموعة من المقالات التي نشرت في أغسطس 2003 في صحيفة البايس
- السيدة الشعبية (2011، الفاجوارا)، ومجموعة من المقالات التي نشرت في ملحق الأحد البايس

## روابط خارجية
- إلبيرا ليندو على موقع IMDb (الإنجليزية)
- إلبيرا ليندو على موقع ألو سيني (الفرنسية)
- إلبيرا ليندو على موقع أول موفي (الإنجليزية)
- إلبيرا ليندو على موقع كينوبويسك (الروسية)